# Космичко позадинско зрачење
Космичко позадинско зрачење (енгл. Cosmic Microwave Background, скраћено CMB) је топлотно зрачење за које се претпоставља да је остатак од великог праска. Ово зрачење познато је и као микроталасно реликтно зрачење. Представља најстарију светлост у свемиру и веома је важно у космологији као потврда теорије Великог праска и као могућност за проучавање младе васионе, када је она била хомогена и изотропна. Космичко позадинско зрачење откривено је случајно 1964. године а открили су га Арно Пензијас и Роберт Вилсон. Они су на таласној дужини од 7.35 центриметара открили сигнал који није био очекиван. Сигнал је као остатак зрачења из ране васионе био термалан и изотропан. Интензитет зрачења на таласној дужини од 7.35 центиметара одговарало је зрачењу црног тела температуре 2.7 К. После тога, уследила је провера порекла овог зрачења на скоро свим таласним дужинама. Ови научници су за своје откриће 1978. године добили Нобелову награду.
CMB је слабо космичко позадинско зрачење које испуњава сав простор. Оно је важан је извор података о раном универзуму, јер је најстарије електромагнетско зрачење у универзуму, које датира из епохе рекомбинације. Са традиционалним оптичким телескопом, простор између звезда и галаксија (позадина) је потпуно мрачан. Међутим, довољно осетљив радио телескоп показује слабу позадинску буку или сјај, готово изотропан, који није повезан ни са једном звездом, галаксијом или другим објектом. Овај сјај је најјачи у микроталасној области радио спектра. Случајно откриће овог зрачења 1965. године од стране америчких радиоастронома Арно Пензијаса и Роберта Вилсона представљало је врхунац рада покренутог 1940-их, а откривачи су награђени Нобеловом наградом за физику 1978. године.
CMB је водећи доказ о пореклу свемира из Великог праска. Када је свемир био млад, пре формирања звезда и планета, био је густији, много врелији и испуњен непрозирном маглом водоничне плазме. Како се свемир ширио, плазма и радијација који су га испуњавали су постајали су хладнији. Када је температура довољно пала, протони и електрони су се искомбиновали да би створили неутралне атоме водоника. За разлику од плазме, ови новонастали атоми нису могли распршити топлотно зрачење Томсоновим расејавањем, те је тако универзум постао прозиран. Космолози називају временски период када су неутрални атоми први пут настали епохом рекомбинације, а догађај убрзо након што су фотони почели слободно да путују свемиром назива се раздвајање фотона. Фотони који су постојали у време раздвајања фотона се од тада шире, мада постају све слабији и мање енергични, јер ширење свемира доводи до тога да се њихова таласна дужина временом повећава (а таласна дужина је обрнуто пропорционална енергији према Планкковом односу). Ово је извор алтернативног израза реликтно зрачење. Површина последњег расејања односи се на скуп тачака у простору на датој раздаљини од нас, тако да сада примамо фотоне првобитно емитоване из тих тачака у време раздвајања фотона.

## Откриће позадинског зрачења
Космичку микроталасну позадину први пут су предвидели 1948. године Ралф Алфер и Роберт Херман, у блиској вези са радом који је обављао Алферов саветник током докторских студија, Џеорџ Гамов. Арно А. Пензијас и Роберт В. Вилсон су у лабораторијима фирме Бел у Холмделу, САД, вршили су експерименте с великом антеном. Они су израдили пријемну антену у облику рога, дугу 6 метара, с врло осетљивим пријемником, да би разазнали слабе радиосигнале с вештачких сателита Ехо 1 и Телстар. Пензиас и Вилсон одлучили су да испитају слаби шум који је ометао пријем.
Прво су помислили како шум потиче из смера Млечног пута. У том би случају шум требао бити најјачи када је антена окренута према Млечном путу, а најслабији кад је постављена нормално на тај смер. Треба напоменути да атмосфера пропушта зрачење таласне дужине веће од центиметра. При мањим таласним дужинама зрачење молекула воде и кисеоника из атмосфере постане превише велико и омета оно зрачење које се жели измерити. У случају великих таласних дужина при 21 cm почне да осмета зрачење атома у облацима неутралног водоника.
Пензијас и Вилсон мерили су сметње при таласној дужини 7,35 cm. Изненађени, установили су да сигнал није зависио од смера. Пажљиво су отклонили све могућности настајања шума у атмосфери или у пријемнику. Сигнал није могао да настане у атмосфери, јер би у том случају морао да зависи од смеру антене. Наиме, у смеру нормално горе морао би бити слабији него под углом према нормали, јер је у првом случају привидна дебљина атмосфере мања него у другом. Преостала је само могућност да таласи стижу из свих смерова једнакомерно те да извиру из свемира, а не из наше галаксије. Пензиас и Вилсон су оклевали у објављивању резултата, јер им се мисао чинила необичном. Нато су за мерење сазнале истраживачке групе под водством Р.Х. Дика из суседног Принстона. У време открића позадинског зрачења, идеја о њему је била стара већ деденију и по. Године 1948. Г. Гамов и два сарадника чак су предвидели да том зрачењу одговара температура 5 K до које се оно охладило услед ширења свемира. Тврдња Гамова и сарадника, међутим, није побудила пажњу јавности.
Након 1960. године на претпоставку о зрачењу у свемиру су уз Р.Х. Дика, дошли још и Јаков Б. Зелдович у Совјетском Савезу, Ф. Хојл у Енглеској и други. Да би проверили претпоставку, године 1964. Р.Х. Дик и његови сарадници почели су да мере при таласној дужини од 3,2 cm. Још пре него што су завршили мерења, сазнали су за успех Пензијаса и Вилсона. Године 1978. А.А. Пензијас и Р.В. Вилсон заједно су добили Нобелову награду за физику, јер су први открили свемирско зрачење, иако заправо у почетку нису знали што су открили.

## Мапирање позадинског зрачења
Сателит COBE (енгл. Cosmic Background Explorer Satellite) лансиран је у новембру 1989. године у сврху израде микроталасне мапе неба - мапе позадинског зрачења. Године 1992. објављени су први резултати. Откривено је да спектар позадинског зрачења савршено одговара спектру црног тела при температури од 2,735 K. Такође је откривено и теоријом предвиђене врло мале флуктуације (одступање од просека) температуре (1/100 000) која указују на зачетке данашње структуре свемира. Овако мале флуктуације су уједно и доказ космолошког принципа - који наводи да је свемир једнак у свим својим смеровима. Ове флуктуације су познате под називом „таласи на рубу свемира” (енгл. ripples at the edge of the universe). Флуктуације температуре протумачене су као разлике у густини материје у том раздобљу, што је узрок данашње структуре свемира.
Детаљније мерење анизотропности позадинског зрачења направио је 2001. вештачки сателит WMAP (енгл. Wilkinson Microwave Anisotropy Probe).

## Мисије

### СОВЕ
Сателит СОВЕ (енгл. Cosmic Background Explorer) имао је за циљ да испита космичко позадинско зрачење. Лансиран је 18. новембра 1989. У орбити је провео 2 месеца и за то време успео да потврди постојање реликтног зрачења, као и његов термални спектар. Цела мисија трајала је 4 године.
Сателит је имао три инструмента:
- DIRBE (Diffuse InfraRed Background Experiment)
- FIRAS (Far-InfraRed Absolute Spectrophotometer)
- DMR (Differential Microwave Radiometer)

### Остале мисије
- WMAP
- Sloan Digital Sky Survey (SDSS)
- 2dF Galaxy Redshift Survey ("2dF")
- Planck space observatory
- Illustris project
- BOOMERanG
- BICEP

## Доказ за Велики прасак
СМВ показује како је изгледао универзум када је, према космологији, температура пала довољно ниско да би се створио први атом водоника. Ово се догодило 380 000 година након Великог праска када је температура у младом универзуму била око 3000 К. Та температура одговара енергији од приближно 0.25 eV.
Универзум је наставио да се шири, температура је падала и дошло је до црвеног помака СМВ фотона. Температура Tr космичког позадинског зрачења, као функција црвеног помака, z, пропорционална је температури зрачења која је измерена данас (2.725 K односно 0.235 meV)
Tr = 2.725(1 + z)